# 同裂酶
同裂酶（英語：Isoschizomers）是指识别相同的识别序列，切割产生相同的粘性末端的限制酶。比如， SphI (CGTAC/G) 和 BbuI (CGTAC/G) 是一对同裂酶。通常同裂酶中第一个被发现的酶的名字会成为这个识别位点的名称。同裂酶通常来自不同的细菌系，因此需要不同的缓冲液体系。
识别相同的识别序列，但切割位点不同的限制酶称为异裂酶。比如 SmaI (CCC/GGG) 和 XmaI (C/CCGGG) 识别一样的序列，但切割位点相差两个碱基，互为异裂酶。
识别不同的识别序列，但产生相同的粘性末端的限制酶称为同尾酶。
在一些例子中，同裂酶中只有部分酶拥有既能切割甲基化的识别序列也能切割未甲基化的序列，而其它的酶只能切割未甲基化的序列，这一点可以用来鉴定序列的甲基化。
比如， HpaII 和 MspI 是同裂酶，都能识别 5'-CCGG-3' 序列，但第二个 C 被甲基化后，只有 MspI 能识别而 HpaII 不能。